# Sararitula Pagonaki
Sararitula Pagonaki es una deportista griega que compitió en taekwondo. Ganó una medalla de bronce en el Campeonato Europeo de Taekwondo de 2004 en la categoría de –67 kg.

## Palmarés internacional
| Campeonato Europeo | Campeonato Europeo    | Campeonato Europeo | Campeonato Europeo |
| Año                | Lugar                 | Medalla            | Categoría          |
| ------------------ | --------------------- | ------------------ | ------------------ |
| 2004               | Lillehammer (Noruega) | Medalla de bronce  | –67 kg             |